# Josip Kajfeš
Josip Kajfeš (Delnice, 17. rujna 1909. – Krčana, 2. lipnja 1944.), hrvatski liječnik, kirurg

## Životopis
Rođen u Delnicama. Medicinu završio 1934. i službovao u Zakladnoj bolnici na Sv. Duhu. Poslije rata ta ista bolnica u Zagrebu nosila je njegovo ime, današnja Klinička bolnica Sveti Duh.
Službovao u Senju. 1943. godine otišao sa suprugom na teritorij pod kontrolom hrvatskih partizana. Bio je u nekoliko partizanskih bolnica: u Drežnici, Otočcu pa u Korenici, gdje se zarazio pjegavcem. Ratni put odveo ga je u velebitske špilje, gdje je liječio ranjenike i bolesnike. Zadnje odredište bila je Krčana u udbinskom kotaru. Poginuo je u četničkom napadu 2. lipnja 1944. godine. U privremenoj bolnici u selu Krčanama smjestila se velika skupina ranjenika iz jedne ličke bolnice. Očekivali su da će partizanske snage odbaciti četnike prema Drvaru ili prema jugu, čime bi se stvorili uvjet za evakuaciju u bolnice u Italiji. Osiguranje bolnice nije bilo dovoljno, što su četnici iskoristili i napali bolnicu. Pobili su 34 ranjenika i osoblja, osam smrtno ranili. Dr. Kajfeš pokušao je iz operacijske prostorije pobjeći četnicima, no pogodili su ga metkom u kralježnicu i glavu dok je bježao preko čistine. U napadu su poginuli i Talijan dr. Suppa a dr. Finderle ranjen.
U Delnicama djeluje Dom zdravlja Dr. Josip Kajfeš.